# Meridià 168 a l'oest
El meridià 168 a l'oest de Greenwich és una línia de longitud que s'estén des del pol Nord travessant l'oceà Àrtic, Amèrica del Nord, l'oceà Pacífic, Oceania, l'oceà Antàrtic, i l'Antàrtida fins al pol Sud.
El meridià 168 a l'oest forma un cercle màxim amb el meridià 12 a l'est. Com tots els altres meridians, la seva longitud correspon a una semicircumferència terrestre, uns 20.003,932 km. Al nivell de l'Equador, és a una distància del meridià de Greenwich de 18.702 km.

## De Pol a Pol
Començant en el pol Nord i dirigint-se cap al pol Sud, aquest meridià travessa:
| Coordenades                               | País, territori o mar | Notes                                                                                                |
| ----------------------------------------- | --------------------- | --- |
| 90° 0′ N, 168° 0′ O / 90.000°N,168.000°O  | Oceà Àrtic            | |
| 71° 49′ N, 168° 0′ O / 71.817°N,168.000°O | Mar dels Txuktxis     | |
| 66° 33′ N, 168° 0′ O / 66.550°N,168.000°O | Mar de Bering         | |
| 65° 43′ N, 168° 0′ O / 65.717°N,168.000°O | Estats Units          | Alaska — Península de Seward                                                                         |
| 65° 33′ N, 168° 0′ O / 65.550°N,168.000°O | Mar de Bering         | Passa a l'est de l'Illa del Rei, Alaska, Estats Units (at 64° 58′ N, 168° 2′ O / 64.967°N,168.033°O) |
| 53° 33′ N, 168° 0′ O / 53.550°N,168.000°O | Estats Units          | Alaska — Umnak                                                                                       |
| 53° 19′ N, 168° 0′ O / 53.317°N,168.000°O | Oceà Pacífic          | Passa a l'est de l'atol de Rose, Samoa Nord-americana (a 14° 33′ S, 168° 9′ O / 14.550°S,168.150°O)  |
| 60° 0′ S, 168° 0′ O / 60.000°S,168.000°O  | Oceà Antàrtic         | |
| 78° 28′ S, 168° 0′ O / 78.467°S,168.000°O | Antàrtida             | Dependència de Ross, reclamat per Nova Zelanda                                                       |